# 재건법
재건법(영어: Reconstruction Acts) 또는 군사 재건법(Military Reconstruction Acts)은 때때로 1867년 재건법(Reconstruction Act of 1867)으로 총칭되는데 앤드루 존슨 대통령의 거부권을 넘어 제39대 미국 의회와 제40대 미국 의회에 의해 1867년 3월 2일부터 1868년 3월 11일까지 제정된 네 가지 중요한 미국의 법으로, 미국 남부에 계엄을 선포하고 남북 전쟁 초기에 분리 독립을 선언했던 주들이 재가입하기 위한 요건을 설정했다. 재건법의 요건은 1863년에서 1867년 사이에 에이브러햄 링컨과 앤드루 존슨 대통령이 부과한 요건보다 훨씬 엄격했으며, "대통령 주도의" 재건 시대를 끝내고 "의회 주도의" 또는 "급진적인" 재건 시대를 시작했음을 나타냈다.
이 법은 이미 미국 수정 헌법 제14조를 비준하고 1866년 7월 24일 연방에 재가입한 테네시주에는 적용되지 않았다.

## 배경
남북 전쟁 내내 북군은 점령지 관할과 충성스러운 민간 정부 수립이라는 문제에 직면했다. 연방 정부와 장교단 내에서는 분리 독립의 법적 성격과 결과, 민간 정부 승인 조건, 남부 사회 개혁의 바람직함 또는 필요성에 대한 의견 불일치가 있었다. 실제로는 에이브러햄 링컨 대통령과 군대가 군사적 목표에 가장 도움이 된다고 여겨지는 재건 정책을 시행했다. 링컨은 1863년 12월에 관대한 "10% 플랜"을 제정하고 더 급진적인 웨이드-데이비스 법안에 거부권을 행사했다. 한동안 의회는 버지니아, 루이지애나, 테네시의 재건된 정부 출신 의원들을 앉혔지만, 1863년 12월 제38회 미국 의회가 시작되면서 이러한 관행은 갑자기 끝났다.
적대 행위 종결과 1865년 4월 에이브러햄 링컨 암살 사건 이후, 앤드루 존슨 부통령은 링컨의 뒤를 이어 대통령이 되었다. 존슨은 패배한 아메리카 연합국과의 화해와 재결합을 우선시했는데, 이는 새로운 재건 정부가 분리 독립, 노예제, 그리고 연합국 정부가 발생시킨 부채를 부인한다는 조건이었다. 그는 많은 연합국 민간 및 군 지도자들을 사면했으며, 남부에서 사회 개혁을 강요하지 않아 민간 정부가 차별적인 "흑인법"의 형태로 유색 자유민("자유민")의 권리를 제한하도록 허용했다. 1865년 12월 제39회 미국 의회가 시작될 무렵, 이전 연합국 11개 주 중 8개 주에서 재건 정부가 기능하고 있었으며, 이 중 7개 주는 미국 수정 헌법 제13조를 비준했고 여러 주는 의회에 대표를 보냈다. 그러나 하원 사무처장은 이 선출된 대표들을 의석에 앉히는 것을 거부했으며, 의회는 분리 독립의 합법성과 해결책에 대한 복잡한 토론 끝에 그들의 배제를 승인했다. 제39회 의회는 자유민의 시민권을 확립하려는 여러 법안을 통과시켰으나, 존슨은 이에 거부권을 행사했다. 존슨과 의회, 그리고 그가 링컨으로부터 물려받은 행정부의 더 급진적인 구성원들 사이의 적대감은 1866년 내내 커졌다.
1866년 중간선거에서 존슨은 자신의 재건 정책을 공개적으로 유세했다. 이 유세는 크게 역효과를 냈고, 의회의 급진파는 의석을 크게 확장했다. 제40회 미국 의회가 시작되기 전에도 공화당원들은 재건에 대한 존슨의 권한을 대체하려 했고, 새로운 의회의 급진파는 곧 그의 탄핵과 파면을 모색했다.
존슨과 의회 간의 정치적 갈등과 병행하여, 1866년 시민권법의 합헌성에 대한 이의 제기에 대응하여 의회는 미국 수정 헌법 제14조의 비준을 제안했다.

## 역사

### 재건법
재건법은 1865년 2월 26일 오하이오주의 존 빙햄 하원의원이 재건 공동 특별위원회를 대표하여 미국 수정 헌법 제14조의 초기 제안과 같은 패키지의 일부로 발의한 법안으로 시작되었다. 이 법안은 새로운 수정 헌법이 채택되면 이를 비준한 주들이 의회 대표권을 회복하도록 했을 것이다. 그때까지 링컨과 존슨 하에 설립된 재건 정부는 군사적 감독을 받으며 의회의 승인 없이 계속 기능할 것이다. 그러나 1866년 12월 의회가 회의를 열었을 때, 테네시의 민간 정부만이 제안된 수정 헌법을 비준했으며, 다른 모든 남부 주는 이를 거부했다.
군사 통치 하의 반란 주들은 다섯 개의 군사 지구 또는 점령 부서로 나뉘었다:
1. 버지니아
2. 노스캐롤라이나 및 사우스캐롤라이나
3. 조지아, 앨라배마, 플로리다
4. 미시시피 및 아칸소
5. 텍사스 및 루이지애나

테네시주는 14차 수정 헌법을 비준했기 때문에 점령 정부가 없었다.
1867년 1월 3일, 새디어스 스티븐스와 제임스 미첼 애슐리 하원의원은 분리 독립한 주들에서 새로운 주 정부를 수립하는 절차를 규정한 빙햄 법안의 한 쌍의 대체안을 제출했다. 두 제안 모두 보편적 남성 참정권, 특정 전 연합국 관리들의 시민권 박탈 및 자격 박탈, 그리고 재가입 조건으로서 동등한 시민권 보장을 요구했다. 스티븐스와 애슐리는 기존의 재건 정부가 불법이며 대체되어야 한다는 데 동의했다. 빙햄, 스티븐스, 애슐리의 제안들은 모두 1월 28일 재건 공동위원회로 추가 연구를 위해 다시 회부되었다. 이 법안은 2월 6일 오리건주의 조지 헨리 윌리엄스 상원의원에 의해 공동위원회를 대표하여 다시 제출되었다. 위원회 초안은 민간 정부 재가입 요건을 설정하기보다는 주들을 "개인의 권리와 재산을 보호하고, 봉기, 무질서, 폭력을 진압하며, 공공의 평화와 범죄를 방해하는 모든 사람들을 처벌하기 위해" "미합중국의 군사적 권위에 종속"시켰다. 이 법안은 미국의 헌법의 보증 조항을 위반하고 민간인들을 군사 법원에서 재판하려 한다는 이유로 공격받았다. 지지자들은 패자에게 화 있을진저의 원칙과 헌법의 필요적절조항을 인용하며, 공화제 정부가 수립될 때까지 계엄령이 질서를 유지하기 위한 임시 수단이 될 것이라고 주장했다. 공화제 헌법 채택, 보편적 남성 참정권, 제14차 수정 헌법 채택 시 군사 통제가 종료되도록 보장하려는 빙햄 하원의원과 메인주의 제임스 G. 블레인 하원의원이 제안한 수정안은 심하게 실패했고, 이 법안은 질서 유지를 위한 순수한 군사 조치로서 하원을 통과했다.
상원에서 이 법안은 군사 통제 종료 및 재가입 조건(오하이오주의 존 셔먼 상원의원이 제안)을 설정하는 블레인 수정안과 함께 통과되었다. 이는 하원으로 회부되었으나, 수정안에 대한 이의가 제기되었다. 결국 이 법안은 두 가지 추가 수정안과 함께 하원을 통과했는데, 하나는 제14차 수정 헌법의 반란 조항에 따라 공직에서 배제될 반란군들의 시민권을 박탈하는 것이었고, 다른 하나는 기존의 재건된 주 정부를 "잠정적"으로 선언하고 군사적 권위에 종속되도록 하는 것이었다. 존슨 대통령은 이 법안이 잘못된 전제를 가지고 있고 위헌이라고 주장하며 거부권을 행사했지만, 상하 양원 모두 그의 거부권을 뒤집어 1867년 3월 2일 재건법을 제정했다.

### 추가 법률
재건법은 통과된 지 불과 3주 후인 3월 23일에 보완되었는데, 이는 재가입에 필요한 새로운 주 정부를 설립하기 위한 절차를 마련하기 위함이었다. 이 보완법은 자격 있는 유권자 등록, 헌법 제정 회의 대의원 선출(국민이 투표로 결정하는 경우), 그리고 그 결과로 나온 헌법의 대중 승인 제출을 모두 군사 감독 및 집행 하에 규정했다. 그러한 헌법이 제정되면, 의회는 그것이 국민의 의사를 반영하고 첫 번째 재건법을 준수하는지 여부를 결정할 것이다. 존슨은 비슷한 이유로 보완 법안에 거부권을 행사했고, 반대자들도 비슷한 이의를 제기했지만, 그의 거부권은 빠르게 뒤집혔다.
두 재건법이 통과된 후, 존슨이 임명하고 대통령 재건의 주요 지지자였던 미국의 법무부 장관 헨리 스탠베리는 이 법을, 특히 군사적 권한과 관련하여 좁게 해석했다. 스탠베리는 또한 참정권 박탈 조항을 미국 헌법에 대한 충성 맹세만을 요구하는 것으로 해석했다. 의회는 1867년 7월에 두 번째 보완 법안으로 대응했는데, 이는 군사 지휘관에게 어떤 주 공무원(지방 공무원 포함)이든 정지시키거나 해임하고, "육군 유능한 장교나 병사의 파견, 또는 다른 사람의 임명을 통해" 그 직무를 수행하게 하거나, 사망, 사임 등으로 발생한 공석을 채울 수 있는 권한을 부여했으며, 이는 당시 육군 원수였던 율리시스 S. 그랜트의 검토 대상이었다. 두 번째 보완법은 또한 군이 설립한 주 유권자 등록 위원회가 참정권 박탈 조항에 따라 어떤 유권자가 자격이 있는지 스스로 결정할 수 있도록 명시적으로 승인했다. 실제적으로 이는 새로운 정부를 설립하는 데 참여할 수 있는 유권자 풀을 severely 제한했다. 스탠베리에 대한 직접적인 타격으로, 두 번째 보완법은 "어떤 지구 사령관이나 등록 위원회 위원, 또는 그들 밑에서 활동하는 어떤 장교나 임명자도 미합중국의 어떤 민간 공무원의 의견에 구속되지 않는다"고 규정하여, 사실상 군대를 총사령관으로서의 대통령 외의 민간 감독으로부터 면제시켰다. 존슨은 다시 이 법안에 위헌을 이유로 거부권을 행사했으며, 이전 두 법안에 대한 거부권과 동일한 정당성을 인용하고, 의회가 "적절하다고 생각하는 하급 공무원의 임명을 대통령 단독으로, 법원에서, 또는 부서장에게 법률로 위임"할 수 있다고 규정한 미국 헌법 제2조의 귀속 조항을 인용했다.
미시시피주에서는 주의 제안된 헌법이 대중에게 압도적으로 증오받았고, 새 헌법 반대자들은 투표를 거부하여 등록된 유권자의 과반수가 주 헌법을 승인하는 것을 불가능하게 만들었다. 이에 대응하여 의회는 실제 투표자의 과반수만으로 새 헌법을 승인하도록 요구하는 또 다른 재건법을 통과시켰다.

## 합헌성
재건법에 대한 논쟁은 합헌성 문제에 지배되었다. 1868년 2월 17일, 미국 연방 대법원은 매카들 사건에서 남부의 군사 지구 사령관(권한은 재건법에서 비롯됨)에 대한 인신 보호 영장 청원에 대한 항소법원 검토에 대한 항소 관할권을 유지했다. 3월 12일, 아이오와주의 제임스 F. 윌슨 하원의원은 1867년 인신 보호 영장법의 조항을 폐지하여 그러한 관할권을 철회하는 수정안을 제출했다. 이 수정안은 거의 반대 없이 통과되어, 의회 재건의 합헌성이 문제된 매카들 사건을 검토할 연방 대법원의 관할권을 부인했다. 윌슨은 나중에 재건을 완전히 무효화할 것이라는 소문이 돌자, 매카들 사건에서 법원이 결정을 내리지 못하도록 의도했음을 인정했다. 존슨은 이 법안에도 거부권을 행사하며 윌슨의 수정안이 "헌법의 정신과 의도에 부합하지 않는다"고 주장했지만, 양원 모두 큰 차이로 이 거부권을 뒤집었다.
법학자들은 계속해서 재건법의 합헌성에 대해 논쟁하고 있다. 2008년, 시카고 대학교 법학대학원의 데이비드 P. 커리 교수는 주된 법안이 위헌이라고 주장했는데, 이는 이전 연합국 주들이 이미 대통령 주도의 재건 하에 공화제 정부를 수립했으며, 의회가 투표에서의 인종 차별 철폐를 전제로 의회 재가입을 조건으로 할 수 없었기 때문이었다.

## 같이 보기
- 재건 수정 헌법
- 제1군구 (버지니아주)
- 제2군구 (노스캐롤라이나주, 사우스캐롤라이나주)
- 제3군구 (조지아주, 앨라배마주 및 플로리다주)
- 제4군구 (아칸소주 및 미시시피주)
- 제5군구 (텍사스주 및 루이지애나주)

## 내용주
1. ↑  테네시는 이에 따라 1866년 7월 의회 결의에 의해 연방에 재가입되었는데, 이는 제14조 수정 헌법의 비준과 "충성심을 선포하고 나타내는 다른 행위들"을 인용한 것이었다. 존슨은 테네시가 "미국 입법권의 동의로만 연방 내에서 이전의 정치적 관계를 회복할 수 있다"고 명시한 서문의 조항에 반대했으며, 의회 결의가 필요하지 않다고 항의했지만, 그럼에도 불구하고 1866년 7월 24일 결의에 서명했다.[6]
2. ↑  뉴욕주 하원의원 페르난도 우드는 제안된 선거에 대한 군사적 감독이 공화제 정부 보장과 일치하지 않는다고 덧붙였다.

## 더 읽어보기
- Belz, Herman (March 1973). 《The New Orthodoxy in Reconstruction Historiography》. 《Reviews in American History》 1. 106–13쪽. doi:10.2307/2701693. JSTOR 2701693.
- Benedict, Michael Les (2016). 〈Andrew Johnson〉.   Gormley, Ken. 《The Presidents and the Constitution: A Living History》. NYU Press. 227–38쪽. ISBN 978-1-4798-3990-2. JSTOR j.ctt1803zfw.20.
- Benedict, Michael Les (2006). 〈The Politics of Reconstruction〉. 《Preserving the Constitution: Essays on Politics and the Constitution in the Reconstruction Era》. Fordham University Press. 93–128쪽. ISBN 978-0-8232-2553-8. JSTOR j.ctt13wzxnk.9.
- Benedict, Michael Les (June 1974). 《Preserving the Constitution: The Conservative Basis of Radical Reconstruction》. 《The Journal of American History》 61. 65–90쪽. doi:10.2307/1918254. JSTOR 1918254.
- Benedict, Michael Les (2006). 〈The Rout of Radicalism: Republicans and the Elections of 1867〉. 《Preserving the Constitution: Essays on Politics and the Constitution in the Reconstruction Era》. Fordham University Press. 23–31쪽. ISBN 978-0-8232-2553-8. JSTOR j.ctt13wzxnk.5.
- Benedict, Michael Les (June 1999). 《Constitutional History and Constitutional Theory: Reflections on Ackerman, Reconstruction, and the Transformation of the American Constitution》. 《The Yale Law Journal》 108. 2011–38쪽. doi:10.2307/797381. JSTOR 797381.
- Conway, Alan (1966). 〈Congressional Reconstruction〉. 《The Reconstruction of Georgia》. University of Minnesota Press. 136–61쪽. ISBN 978-0-8166-0392-3. JSTOR 10.5749/j.ctttsqz5.8.
- Cox, Merlin G. (January 1968). 《Military Reconstruction in Florida》. 《The Florida Historical Quarterly》 46. 219–33쪽. JSTOR 30147764.
- Currie, David P. (Winter 2008). 《The Reconstruction Congress》. 《The University of Chicago Law Review》 75. 383–495쪽. JSTOR 20141913.
- Dunning, William A. (September 1897). 《Military Government in the South During Reconstruction》. 《Political Science Quarterly》 12. 381–406쪽. doi:10.2307/2139663. JSTOR 2139663.
- Dunning, William A. (December 1887). 《The Constitution of the United States in Reconstruction》. 《Political Science Quarterly》 2. 558–602쪽. doi:10.2307/2139470. JSTOR 2139470.
- Foner, Eric (2012). 《The Supreme Court and the History of Reconstruction – and Vice-Versa》. 《Columbia Law Review》 112. 1585–1606쪽. JSTOR 41708159.
- Lang, Andrew F. (December 2014). 《Republicanism, Race, and Reconstruction: The Ethos of Military Occupation in Civil War America》. 《Journal of the Civil War Era》 4. 559–89쪽. doi:10.1353/cwe.2014.0081. JSTOR 26062204.
- Lyons, Philip B. (2018). 〈The Politics of Reconstruction and the Problem of Self-Government〉. 《The Political Thought of the Civil War》. University Press of Kansas. 320–48쪽. doi:10.2307/j.ctv5j01z0.16.
- Re, Richard M.; Re, Christopher M. (May 2012). 《Voting and Vice: Criminal Disenfranchisement and the Reconstruction Amendments》. 《The Yale Law Journal》 121. 1584–1670쪽. JSTOR 41510456.
- Robinson, Armstead L. (Spring 1978). 《The Politics of Reconstruction》. 《The Wilson Quarterly》 2. 106–23쪽. JSTOR 40255405.
- Tolson, Franita (July 2021). 《'In Whom is the Right of Suffrage?': The Reconstruction Acts as Sources of Constitutional Meaning》. 《University of Pennsylvania Law Review》 169. 2041–59쪽. JSTOR 45473367.
- Wilson, Charles Reagan (2008). 〈Reconstruction〉.   Ely, James W.; Bond, Bradley G. 《The New Encyclopedia of Southern Culture》. 10: Law and Politics. University of North Carolina Press. 266–71쪽. ISBN 978-0-8078-3205-9. JSTOR 10.5149/9781469616742_ely.90.